# Liste des monuments historiques de Dieppe
Ce tableau présente la liste des 22 monuments historiques classés ou inscrits de la ville de Dieppe, Seine-Maritime, en France.

## Liste
| Monument                       | Adresse                               | Coordonnées                      | Notice         | Protection     | Date      | Illustration                   |
| ------------------------------ | ------------------------------------- | -------------------------------- | -------------- | -------------- | --------- | ------------------------------ |
| Château                        | Rue de Chastes                        | 49° 55′ 29″ nord, 1° 04′ 13″ est | « PA00100620 » | Classé         | 1862 1995 | Château                        |
| Collège des Oratoriens         | 31, 33 quai Henri-IV                  | 49° 55′ 41″ nord, 1° 04′ 49″ est | « PA00101099 » | Inscrit        | 1990      | Collège des Oratoriens         |
| Couvent des Carmélites         | Rue de la Barre                       | 49° 55′ 26″ nord, 1° 04′ 26″ est | « PA00101100 » | Inscrit Classé | 1990 1995 | Couvent des Carmélites         |
| Église du Sacré-Cœur de Janval | Rue Louis-Fromager                    | 49° 54′ 45″ nord, 1° 04′ 20″ est | « PA76000057 » | Inscrit        | 2002      | Église du Sacré-Cœur de Janval |
| Église Saint-Jacques           | Rue Saint-Jacques                     | 49° 55′ 32″ nord, 1° 04′ 43″ est | « PA00100621 » | Classé         | 1840      | Église Saint-Jacques           |
| Église Saint-Rémy              | Rue Saint-Rémy                        | 49° 55′ 30″ nord, 1° 04′ 25″ est | « PA00100622 » | Classé         | 1910      | Église Saint-Rémy              |
| Entrepôt des douanes           | Quai du Tonkin                        | 49° 55′ 20″ nord, 1° 04′ 57″ est | « PA00101101 » | Inscrit        | 1990      | Entrepôt des douanes           |
| Fortifications                 |                                       | à géolocaliser                   | « PA00101106 » | Inscrit        | 1991      | Fortifications                 |
| Hôtel                          | 174 à 184 Grande-Rue                  | 49° 55′ 32″ nord, 1° 04′ 32″ est | « PA00101112 » | Inscrit        | 1991      | Hôtel                          |
| Hôtel de l'Amirauté            | 210 à 214 Grande-Rue                  | 49° 55′ 30″ nord, 1° 04′ 30″ est | « PA00100623 » | Inscrit        | 1991      | Hôtel de l'Amirauté            |
| Hôtel d'Anvers                 | 47, 51 quai Henri-IV                  | 49° 55′ 42″ nord, 1° 04′ 52″ est | « PA00101111 » | Inscrit        | 1991      | Hôtel d'Anvers                 |
| Hôtel de la Vicomté            | 35, 37 quai Henri-IV                  | 49° 55′ 42″ nord, 1° 04′ 51″ est | « PA00101102 » | Inscrit        | 1991      | Hôtel de la Vicomté            |
| Immeuble                       | 180 Grande-Rue                        | 49° 55′ 31″ nord, 1° 04′ 31″ est | « PA00100624 » | Inscrit        | 1939      | Immeuble                       |
| Immeuble                       | 20 place Nationale                    | 49° 55′ 37″ nord, 1° 04′ 42″ est | « PA00100625 » | Inscrit        | 1939      | Immeuble                       |
| Immeubles                      | 22, 24 place Nationale                | 49° 55′ 37″ nord, 1° 04′ 42″ est | « PA00100626 » | Inscrit        | 1939      | Immeubles                      |
| Maisons                        | 9, 11, 13, 15 rue d'Écosse            | 49° 55′ 27″ nord, 1° 04′ 49″ est | « PA00100627 » | Inscrit        | 1927      | Maisons                        |
| Maisons                        | 119 quai Henri-IV 2 ruelle Beauregard | 49° 55′ 46″ nord, 1° 05′ 01″ est | « PA00101107 » | Inscrit        | 1991      | Maisons                        |
| Pharmacie                      | 4 rue de la Barre                     | 49° 55′ 29″ nord, 1° 04′ 29″ est | « PA00100628 » | Inscrit        | 1950      | Pharmacie                      |
| Pont Colbert                   | Port de Dieppe                        | 49° 55′ 38″ nord, 1° 05′ 07″ est | « PA76000109 » | Inscrit        | 2017      | Pont Colbert                   |
| Porte                          | Boulevard de Verdun                   | 49° 55′ 32″ nord, 1° 04′ 19″ est | « PA00100629 » | Classé         | 1886      | Porte                          |
| Théâtre                        | Place Camille-Saint-Saëns             | 49° 55′ 31″ nord, 1° 04′ 19″ est | « PA00101103 » | Classé         | 1993      | Théâtre                        |
| Villa Perrotte                 | 9 rue Jules-Ferry                     | 49° 55′ 20″ nord, 1° 04′ 31″ est | « PA76000093 » | Inscrit        | 2012      | Villa Perrotte                 |
| Villa vénitienne               | 7, 11 rue de Sygogne                  | 49° 55′ 27″ nord, 1° 04′ 19″ est | « PA00101116 » | Inscrit        | 1991      | Villa vénitienne               |